# Prescott Bush
Prescott Sheldon Bush (15. května 1895 Columbus – 8. října 1972 New York) byl americký bankéř a politik. Působil jako investiční bankéř na Wall Street, pak v letech 1952 až 1963 zastupoval Connecticut v Senátu USA. Patřil k rodu Bushů, byl otcem prezidenta George H. W. Bushe a dědečkem prezidenta George W. Bushe a guvernéra Jeba Bushe.
Bush se narodil v Columbusu ve státě Ohio, a absolvoval školu Yale College a během první světové války sloužil jako dělostřelecký důstojník. Po válce pracoval pro několik společností a v roce 1931 se stal minoritním partnerem investiční banky Brown Brothers Harriman & Co. Působil v několika vysokých úřadech Golfové asociace USA včetně pozice předsedy této organizace. V roce 1925 se usadil v Connecticutu. 
Podle žaloby, kterou podali advokáti osvětimských obětí, těžil Prescott Bush jako spolumajitel ocelářské firmy z práce osvětimských vězňů a obchodoval s nacisty.
Bush vyhrál volby do Senátu v mimořádných volbách roku 1952, když těsně porazil demokratického kandidáta Abrahama Ribicoffa. V Senátu Bush neochvějně podporoval prezidenta Dwighta D. Eisenhowera a pomohl uzákonit vytvoření mezistátního dálničního systému. Bush byl znovu zvolen v roce 1956, ale odmítl usilovat o znovuzvolení v roce 1962, takže následující rok odešel ze Senátu.